# Amolops chakrataensis
Espèce
Statut de conservation UICN

 DD  : Données insuffisantes
Amolops chakrataensis est une espèce d'amphibiens de la famille des Ranidae.

## Répartition
Cette espèce est endémique de l'État d'Uttarakhand en Inde. Elle se rencontre entre 1 000 et 1 500 m d'altitude.

## Étymologie
Son nom d'espèce, composé de chakrata et du suffixe latin -ensis, « qui vit dans, qui habite », lui a été donné en référence au lieu de sa découverte, Chakrata, dans la Division de Garhwal.

## Publication originale
- Ray, 1992 : Two new hill-stream frogs of the genus Amolops Cope (Amphibia: Anura: Ranidae) from Uttar Pradesh (India). Indian Journal of Forestry, vol. 15, p. 346-350.